# Mehman Əzizov
Mehman Əzizov (1 de enero de 1976) es un deportista azerbaiyano que compitió en judo. Ganó una medalla de plata en el Campeonato Europeo de Judo de 1998 en la categoría de –81 kg.

## Palmarés internacional
| Campeonato Europeo | Campeonato Europeo | Campeonato Europeo | Campeonato Europeo |
| Año                | Lugar              | Medalla            | Categoría          |
| ------------------ | ------------------ | ------------------ | ------------------ |
| 1998               | Oviedo (España)    | Medalla de plata   | –81 kg             |